# Dänische Inline-Skaterhockeynationalmannschaft
Die dänische Inline-Skaterhockey-Nationalmannschaft ist die nationale Inline-Skaterhockey-Auswahlmannschaft Dänemarks. Sie repräsentiert die Danmarks Rulleskøjte Union (DRsU) auf internationaler Ebene bei der Inline-Skaterhockey-Europameisterschaft der IISHF.

## Kader 2011
Offizieller Kader der bei der IISHF Inline-Skaterhockey-Europameisterschaft 2011 in Stegersbach, Österreich antrat.
| Torhüter             | Torhüter | Torhüter | Torhüter | Torhüter | Torhüter | Torhüter |
| Name                 | Nummer   |          |          |          |          |          |
| -------------------- | -------- | -------- | -------- | -------- | -------- | -------- |
| Marc Schiller        | 31       |          |          |          |          |          |
| Mads Nielsen         | 36       |          |          |          |          |          |
| Christian Tarp       | 39       |          |          |          |          |          |
| Feldspieler          |          |          |          |          |          |          |
| Michael Senderovitz  | 35       |          |          |          |          |          |
| Christian Hansen     | 2        |          |          |          |          |          |
| David Pettersson     | 4        |          |          |          |          |          |
| Mathias Duelund      | 10       |          |          |          |          |          |
| Oliver Sommer        | 11       |          |          |          |          |          |
| Michael Dennedsen    | 13       |          |          |          |          |          |
| Ulrik Sinding        | 14       |          |          |          |          |          |
| Jesper Møllegaard    | 19       |          |          |          |          |          |
| Michael Lauritzen    | 21       |          |          |          |          |          |
| Bo Larsen            | 22       |          |          |          |          |          |
| Kai Tollgaard        | 23       |          |          |          |          |          |
| Jan Arnholtz         | 52       |          |          |          |          |          |
| Jim Gudmand          | 55       |          |          |          |          |          |
| Dennis Hørringsen    | 61       |          |          |          |          |          |
| Mike Larsen          | 70       |          |          |          |          |          |
| Robin Stilling       | 71       |          |          |          |          |          |
| Mikkel Weber         | 77       |          |          |          |          |          |
| Nicklas Pye Petersen | 87       |          |          |          |          |          |
| Rasmus Nielsen       | 88       |          |          |          |          |          |

| Trainer     | Daniel Mortensen |
| Manager     | Marianne Byth    |
| Offizieller | Bjarne Burkal    |

## Bisherige Platzierungen
| Jahr | Ort                        | Platzierung        |
| ---- | -------------------------- | ------------------ |
| 1998 | Dänemark                   | Europameister      |
| 1999 | Iserlohn                   | Vize-Europameister |
| 2000 | Brighton                   | Vize-Europameister |
| 2002 | Bussy                      | 3. Platz           |
| 2003 | Doncaster                  | 3. Platz           |
| 2004 | Torquay                    | 3. Platz           |
| 2005 | Kaarst                     | 3. Platz           |
| 2006 | Lugano                     | 4. Platz           |
| 2007 | Steindorf am Ossiacher See | 5. Platz           |
| 2008 | Stegersbach                | 4. Platz           |
| 2009 | Lugano                     | Vize-Europameister |
| 2010 | Lugano                     | Europameister      |
| 2011 | Stegersbach                | 3. Platz           |